# Sant Andreu d'Angostrina (església nova)
Sant Andreu d'Angostrina, església nova, és l'església actualment parroquial del poble d'Angostrina, pertanyent a la comuna d'Angostrina i Vilanova de les Escaldes, de l'Alta Cerdanya, a la Catalunya del Nord.
Es troba enmig del cementiri, al centre, aproximadament, de la part nova de l'actual Angostrina, al peu de la carretera D - 618, la Ruta dels Pirineus, a prop i al nord-est de la vella església de Sant Andreu d'Angostrina.
És un temple neogòtic d'una sola nau i transsepte, que formen una planta de creu llatina.